# Wilhelm Benary

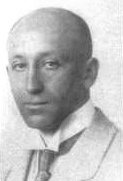
Wilhelm Benary

John Wilhelm Franz Benary (* 2. Mai 1888 in Erfurt; † 31. Juli 1955 in Santa Barbara (Kalifornien)) war ein deutscher Psychologe, Verleger und Kaufmann.

## Ausbildung
Wilhelm Benary war ein Sohn des Kaufmanns John Benary und dessen Ehefrau Helene, geb. Birkett, und ein Enkel Ernst Benarys. Er besuchte in Erfurt das Königliche Gymnasium, das er 1907 mit dem Abitur verließ, und studierte dann ein Jahr lang Medizin in Breslau. Nach einem Semester Philosophie an der Universität Freiburg folgte der Militärdienst, danach setzte Benary sein Philosophiestudium in Breslau fort. Nach Stationen in Breslau, Erfurt und Berlin legte er 1913 die erste sportpsychologische Dissertation unter dem Titel Die psychologische Theorie des Sports in Deutschland vor. Doktorvater war William Stern. Der Promotion folgte 1913/14 ein Postgraduiertenstudium in London, danach richtete er in seinem Erfurter Elternhaus eine Privatschule ein. Im Frankfurter Völkerkundemuseum bereitete er sich ab 1914 auf eine Expedition nach Neuguinea vor, zu der ihn möglicherweise Max Wertheimers Schrift Über das Denken der Naturvölker und Wilhelm Knappes Südseesammlung inspiriert hatten. Wegen des Kriegsausbruchs, der Benary als Soldaten nach Russland führte, kam diese Reise jedoch nie zustande. Im Museum hatte er die damals dort als Sekretärin beschäftigte Margot Isbert kennengelernt, die er 1917 in Hamburg heiratete und mit der er 1921 eine Tochter bekam.

## Wissenschaftliche Arbeit

Benary-Kreuz

William Stern, der mittlerweile in Hamburg arbeitete, holte Benary 1917 in sein Institut, um Aufmerksamkeitsprüfungen für Fliegerbeobachter zu entwickeln. Diese Arbeiten wurden nach dem Kriegsende zwar eingestellt, doch verschaffte Stern Benary die Möglichkeit, regelmäßig zu publizieren. Auch wurde Benary Mitglied der Gesellschaft für experimentelle Psychologie und nahm unter anderem 1921 am Marburger Kongress teil; eine Hochschulkarriere ergab sich jedoch im Hamburg der Nachkriegszeit nicht. Von 1919 bis 1922 arbeitete Benary als Volontär in Frankfurt bei dem Neurologen Kurt Goldstein und untersuchte dabei insbesondere einen Fall von Gestaltblindheit. 1922 bis 1923 hatte er eine Stelle am psychologischen Institut in Berlin unter Wolfgang Köhler inne, außerdem war er regelmäßiger Mitarbeiter an der Zeitschrift Psychologische Forschung.
In dieser Phase entwickelte er auch das Benary-Kreuz, mit dem demonstriert werden kann, dass gleich helle Flächen unterschiedlich hell wahrgenommen werden, wenn sie unterschiedlichen Objekten zugeordnet werden, weshalb angenommen werden kann, dass an der Kontrastwahrnehmung außer der Retina auch der Cortex Anteil hat. Das Benary-Kreuz besteht aus einem schwarzen Kreuz auf weißem Hintergrund. In einem der durch zwei Kreuzarme gebildeten Winkel befindet sich ein graues Dreieck, ein ebensolches graues Dreieck ist Teil eines der Kreuzbalken. Beide Dreiecke werden je auf zwei Seiten von der schwarzen Farbe des Kreuzes eingerahmt, so dass ihre unterschiedliche Wahrnehmung nicht mit lateraler Inhibition erklärt werden kann. Da jedoch das eine Dreieck dem hellen Hintergrund, das andere dem dunklen Kreuz zugeordnet wird, erscheint das außerhalb der Kreuzbalken liegende Dreieck dunkler als das auf dem Balken liegende.

## Verlage

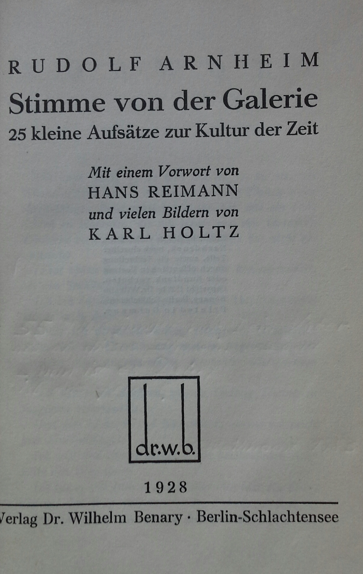
Arnheim bei Benary

1924 gründete Benary in Erlangen den Weltkreis-Verlag und den Verlag der philosophischen Akademie Erlangen. Schwerpunkte der Publikationen lagen auf dem Neukantianismus und der Sprachphilosophie, zugleich aber wurden auch Abenteuerbücher verlegt. Zu den Autoren, die bei Benary publizierten, gehörten etwa Bertrand Russell, Rudolf Carnap, Moritz Schlick und Hans Cornelius, ebenso verlegte er die Schrift Geschicklichkeit in Sport und Industrie von T. H. Pear, die Margot Benary-Isbert übersetzt hatte. Nach einem Konkurs zog Benary mit seinen beiden Verlagen ohne seinen bisherigen Teilhaber Friedrich Krische 1927 nach Berlin, wo sie 1928 im Verlag Dr. Wilhelm Benary aufgingen. Dieser hatte seinen Sitz in Berlin-Schlachtensee. 1928 brachte er die erste selbstständige Buchveröffentlichung Rudolf Arnheims, Stimme von der Galerie, heraus.

## Arbeit im Familienunternehmen
Von 1929 bis 1930 arbeitete Benary als Assistent an der Berliner Universität. Danach kehrte er nach Erfurt zurück, wo seine Frau bis 1932 noch den Verlag betreute, der dann aufgelöst wurde. Wilhelm Benary selbst arbeitete im Familienunternehmen als Geschäftsführer der Firma J. C. Schmidt, die mit der Samenhandlung Benary gekoppelt worden war. Benary, der unter den Nationalsozialisten als Halbjude galt, dachte zwar an eine Emigration in die USA, wurde jedoch vermutlich durch Firmeninteressen in Erfurt zurückgehalten. Kurz vor Kriegsende wurde er zum Arbeitseinsatz eingezogen, konnte jedoch schnell zurückkehren. 
Nach dem Ende des NS-Staats wurde Benary im April 1945 zum Präsidenten der Handelskammer von Erfurt ernannt. Er blieb in dieser Funktion auch in Erfurt zurück, nachdem die Stadt von der Roten Armee besetzt worden war; seine Frau und seine Tochter Eva hatte er auf einen Hof in der Nähe von Fulda geschickt. Nachdem aber sämtliche anderen Mitglieder der Handelskammer verschwunden waren, floh auch Benary in den Westen und ließ sich mit seiner Familie in Hannoversch Münden nieder, wo er am Neuaufbau des Familiengeschäfts mitwirkte.

## Letzte Jahre in den USA
1952 wurde die Familie in Thüringen enteignet und die über hundertjährige Firmengeschichte in Erfurt war zu Ende. Im Alter von 64 Jahren wanderte Wilhelm Benary mit seiner Familie in die USA aus, wo er Arbeit in einer Blumenfirma annahm, bis 1955 der Erlös aus Margot Benary-Isberts Büchern einen Umzug nach Kalifornien ermöglichte. Wilhelm Benary starb jedoch kurz nach der Übersiedlung am 31. Juli 1955.
Der Erstellung einer Biographie Wilhelm Benarys ist derzeit (Stand: Februar 2009) ein Projekt an der Universität Erfurt gewidmet.

## Veröffentlichungen (Auswahl)
- Die psychologische Theorie des Sports, Berlin 1913
- Der Sport als Individual- und Sozialphänomen, Berlin 1913
- Kurzer Bericht über Arbeiten zu Eignungsprüfungen für Flieger-Beobachter. I. Mitteilung, in: Zeitschrift für angewandte Psychologie 15, 1919, S. 161–192 (mehrfach nachgedruckt)
- Kurzer Bericht über Arbeiten zu Eignungsprüfungen für Flieger-Beobachter. II. Teil, in: Zeitschrift für angewandte Psychologie 16, 1919, S. 250–307 (mehrfach nachgedruckt)
- Psychologische Prüfungen der Berufseignung, in: Frankfurter Zeitung, 13. März 1920
- Zur Frage der Methoden psychologischer Intelligenz- und Eignungsprüfungen, in: Zeitschrift für angewandte Psychologie 17 (1/3), 1920, S. 110–133
- Psychologie und Medizin, in: Frankfurter Zeitung, 19. März 1921
- Studien zur Untersuchung der Intelligenz bei einem Fall von Seelenblindheit, in: Psychologische Forschung 2, 1922, S. 209–297
- Beobachtungen zu einem Experiment über Helligkeitskontrast, in: Psychologische Forschung 5, 1924, S. 131–142